# Challenger de Manerbio 2017

El torneo Antonio Savoldi–Marco Cò – Trofeo Dimmidisì 2017 fue un torneo profesional de tenis. Perteneció al ATP Challenger Series 2017. Se disputó en su 16.ª edición sobre superficie tierra batida, en Manerbio, Italia entre el 21 al el 27 de agosto de 2017.

## Jugadores participantes del cuadro de individuales
| Favorito | País                       | Jugador                 | Rank1 | Posición en el torneo |
| -------- | -------------------------- | ----------------------- | ----- | --------------------- |
| 1        | Bandera de España          | Guillermo García López  | 136   | FINAL                 |
| 2        | Bandera de República Checa | Adam Pavlásek           | 138   | Cuartos de final      |
| 3        | Bandera de España          | Roberto Carballés Baena | 141   | CAMPEÓN               |
| 4        | Bandera de Bélgica         | Arthur De Greef         | 144   | Segunda ronda         |
| 5        | Bandera de Alemania        | Oscar Otte              | 146   | Cuartos de final      |
| 6        | Bandera de Francia         | Mathias Bourgue         | 152   | Segunda ronda         |
| 7        | Bandera de España          | Tommy Robredo           | 182   | Semifinales           |
| 8        | Bandera de España          | Ricardo Ojeda Lara      | 226   | Segunda ronda         |

- 1 Se ha tomado en cuenta el ranking del 14 de agosto de 2017.

### Otros participantes
Los siguientes jugadores recibieron una invitación (wild card), por lo tanto ingresan directamente al cuadro principal (WC):
- Julian Ocleppo
- Andrea Pellegrino
- Gianluigi Quinzi
- Andrea Vavassori

Los siguientes jugadores ingresan al cuadro principal tras disputar el cuadro clasificatorio (Q):
- Federico Gaio
- Gianluca Mager
- Maximilian Neuchrist
- Lorenzo Sonego

## Campeones

### Individual Masculino
- Roberto Carballés Baena derrotó en la final a  Roberto Carballés Baena, 6–4, 2–6, 6–2

### Dobles Masculino
- Romain Arneodo /  Hugo Nys derrotaron en la final a  Mikhail Elgin /  Roman Jebavý, 4–6, 7–6(3), [10–5]